# Knabat bogolu

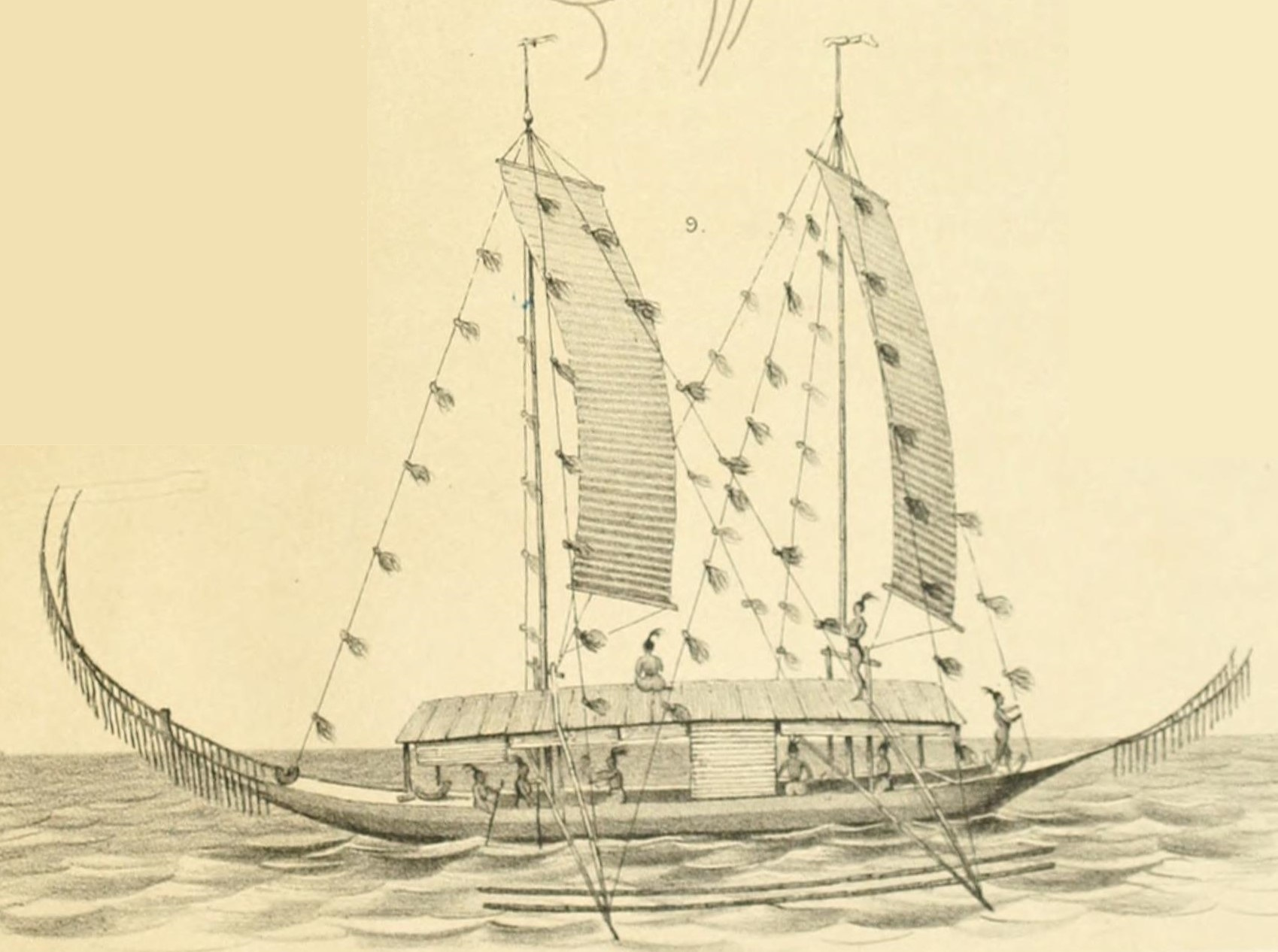
Un Knabat bogoloe del 1847.

Il Knabat bogolu è un tipo di imbarcazione da guerra tradizionale delle isole Mentawai, una serie di isole poste al largo di Sumatra, sul fianco occidentale, in Indonesia.

## Contesto
Questa imbarcazione ha la forma di una kora kora, ma con una diversa disposizione dei bracci degli stabilizzatori. Come il kora kora, ha anche una tuga al centro dello scafo. Ha due bracci principali che scendono verso il galleggiante (katir in lingua malese) e ciascuno ha un braccio accessorio. Sopra la nave si trova un braccio-spar, una cui estremità poggia sul tetto. Il galleggiante (katir) è doppio su ogni lato. Ha due alberi, ciascuno dei quali è armato con vele strette e molto alte di bambù e foglie di palma.
La poppa della nave è più arcuata della prua. Sia la prua che la poppa erano dotate di ciuffi e corde decorative. La copertura è solida per tutta la sua lunghezza, circa 9,1-12,2 m. Nella parte inferiore di questo riparo vengono immagazzinati armi e cibo nella stiva della nave. Quando si va in guerra viene riempita di provviste. In questo viaggio, dal quale sono escluse le donne, tutti i combattenti indossano un'armatura completa. L'equipaggio può arrivare fino a 100 uomini.